# Pawieł Szwydkoj
Pawieł Wasiljewicz Szwydkoj (ros. Павел Васильевич Швыдкой; ur. 4 listopada?/17 listopada 1906 w Szewczenkiwce w obwodzie połtawskim, zm. 8 marca 1961 w Moskwie) – radziecki generał porucznik wojsk inżynieryjnych, Bohater Związku Radzieckiego (1945).

## Życiorys
Urodził się w ukraińskiej rodzinie robotniczej. Skończył 7 klas niepełnej szkoły średniej.
Od 1927 służył w Armii Czerwonej, w 1931 ukończył wojskową szkołę inżynieryjną w Moskwie, a w 1940 Akademię Wojskowo-Inżynieryjną. 
Od 1941 uczestniczył w walkach z Niemcami, walczył na Froncie Południowo-Zachodnim, Północno-Zachodnim, Dońskim, Centralnym, 1 i 2 Białoruskim, od listopada 1942 jako dowódca wojsk inżynieryjnych 65 Armii. Brał udział w bitwie pod Stalingradem i Kurskiem, walkach na Białorusi, w Polsce i Niemczech, forsował Don, Desnę, Soż, Dniestr, Wisłę, Odrę i inne rzeki. 20-24 kwietnia 1945 brał udział w walkach nad Odrą na południe od Szczecina. Wojnę zakończył w stopniu generała majora. 
Po wojnie został szefem wojsk inżynieryjnych Moskiewskiego Okręgu Wojskowego, a w 1958 komendantem Wojskowej Akademii Inżynieryjnej im. Waleriana Kujbyszewa. 
Został pochowany na Cmentarzu Nowodziewiczym. Jego imieniem nazwano szkołę, w której się uczył.

## Odznaczenia
- Złota Gwiazda Bohatera Związku Radzieckiego (31 maja 1945)
- Order Lenina (trzykrotnie)
- Order Czerwonego Sztandaru (trzykrotnie)
- Order Suworowa II klasy
- Order Czerwonej Gwiazdy (dwukrotnie)
- Order Krzyża Grunwaldu III klasy (Polska Ludowa)

I inne.